# ماكس غارسيا
ماكس غارسيا (بالإنجليزية: Max Garcia)‏ (و. 1991  م) هو لاعب كرة قدم أمريكية، من الولايات المتحدة، ولد في نوركروس، يلعب كحارس ‏.

## التعليم
تعلم في جامعة فلوريدا.